# Élections législatives de 1981 dans le Finistère
Les élections législatives françaises de 1981 dans le Finistère se déroulent les 14 et 21 juin 1981.
Si la droite finistérienne résiste plutôt bien, elle se retrouve pour la première fois, minoritaire en sièges : seuls les RPR Jean-Louis Goasduff et Charles Miossec sont réélus. Ce recul profite au Parti socialiste qui remporte 4 sièges et voit ses deux députés sortants, Marie Jacq et Louis Le Pensec, reconduits.

## Élus
| Circonscription | Député sortant                       | Parti | Parti    | Député élu ou réélu | Parti | Parti |
| --------------- | ------------------------------------ | ----- | -------- | ------------------- | ----- | ----- |
| 1re             | Alain Gérard suppléant de Marc Bécam |       | RPR      | Bernard Poignant    |       | PS    |
| 2e              | Eugène Bérest                        |       | UDF (PR) | Joseph Gourmelon    |       | PS    |
| 3e              | Jean-Louis Goasduff                  |       | RPR      | Jean-Louis Goasduff |       | RPR   |
| 4e              | Marie Jacq                           |       | PS       | Marie Jacq          |       | PS    |
| 5e              | Charles Miossec                      |       | RPR      | Charles Miossec     |       | RPR   |
| 6e              | Jean Crenn                           |       | RPR      | Jean Beaufort       |       | PS    |
| 7e              | Guy Guermeur                         |       | RPR      | Jean Peuziat        |       | PS    |
| 8e              | Louis Le Pensec                      |       | PS       | Louis Le Pensec     |       | PS    |

## Positionnement des partis
Le Parti socialiste et le Parti communiste français, sous l'appellation « majorité d'union de la gauche », se présentent dans les huit circonscriptions finistériennes. Les socialistes investissent Bernard Poignant, Jo Gourmelon, conseiller général du canton de Brest-V, Yvette Duval, conseillère générale du canton de Brest-I, la députée-maire sortante d'Henvic Marie Jacq, Marcel L'Aot, Jean Beaufort, Jean Peuziat, adjoint au maire de Douarnenez, et Louis Le Pensec, député-maire sortant de Mellac et ministre de la Mer du gouvernement Mauroy, tandis que les communistes soutiennent Albert Hénot, maire de Treffiagat-Léchiagat, Louis Le Roux, conseiller régional, Guy Liziar, maire du Relecq-Kerhuon, Alain David, adjoint au maire de Morlaix, André Le Gac, Jean-Pierre Jeudy, maire de Carhaix, Michel Mazéas, premier édile de Douarnenez, et Michel Lann.
Réunie dans l'Union pour la nouvelle majorité (UNM), la majorité sortante présente elle aussi des candidats dans l'ensemble des circonscriptions, dont les six députés sortants Alain Gérard, premier adjoint au maire de Quimper, Eugène Bérest, ancien maire de Brest, Jean-Louis Goasduff, premier édile de Plabennec, Charles Miossec, Jean Crenn, conseiller général du canton du Faou, et Guy Guermeur, conseiller général du canton de Douarnenez. Dans les 4e (Morlaix-1) et 8e circonscription (Quimperlé - Concarneau), l'UNM investit Jean-Claude Rohel (UDF-PR), maire de Plouénan et Marcel Raoul (RPR), maire de Clohars-Carnoët. On compte par ailleurs deux investitures de l'UNM dans les circonscriptions de Morlaix-2 - Lesneven (5e) et Douarnenez - Briec (7e). 
Enfin, l'Union démocratique bretonne (UDB) et le Parti socialiste unifié (PSU-Bretagne) présentent au total huit candidats (5 UDB, 3 PSU sous l'étiquette « Alternative 81 »), dont deux d'union dans les 7e et 8e circonscription. Quant au parti trotskiste Lutte ouvrière, il est uniquement présent dans la circonscription de Brest-1.

## Résultats

### Résultats à l'échelle du département
| Parti          | Parti                              | Premier tour | Premier tour | Second tour | Second tour | Sièges |
| Parti          | Parti                              | Voix         | %            | Voix        | %           | Sièges |
| -------------- | ---------------------------------- | ------------ | ------------ | ----------- | ----------- | ------ |
|                | Parti socialiste                   | 172 012      | 39,37        | 178 740     | 52,65       | 6      |
|                | Parti communiste français          | 41 388       | 9,47         | Retrait     | Retrait     | 0      |
|                | Majorité présidentielle            | 213 400      | 48,84        | 178 740     | 52,65       | 6      |
|                |                                    |              |              |             |             |        |
|                | Rassemblement pour la République   | 138 974      | 31,81        | 105 807     | 31,17       | 2      |
|                | Union pour la démocratie française | 70 467       | 16,13        | 54 951      | 16,19       | 0      |
|                | Union pour la nouvelle majorité    | 209 441      | 47,94        | 160 758     | 47,35       | 2      |
|                |                                    |              |              |             |             |        |
|                | Union démocratique bretonne        | 8 206        | 1,88         |             |             | 0      |
|                | Parti socialiste unifié            | 5 082        | 1,16         | 0           |             |        |
|                | Lutte ouvrière                     | 742          | 0,17         | 0           |             |        |
|                |                                    |              |              |             |             |        |
| Inscrits       | Inscrits                           | 596 494      | 100,00       | 441 782     | 100,00      | 8      |
| Abstentions    | Abstentions                        | 155 745      | 26,11        | 98 843      | 22,37       |        |
| Votants        | Votants                            | 440 749      | 73,89        | 342 939     | 77,63       |        |
| Blancs et nuls | Blancs et nuls                     | 3 878        | 0,88         | 3 441       | 1           |        |
| Exprimés       | Exprimés                           | 436 871      | 99,12        | 339 498     | 99          |        |

### Résultats par circonscription

#### Première circonscription (Quimper)
| Candidat       | Candidat             | Parti          | Premier tour | Premier tour | Second tour | Second tour |  |
| Candidat       | Candidat             | Parti          | Voix         | %            | Voix        | %           |  |
| -------------- | -------------------- | -------------- | ------------ | ------------ | ----------- | ----------- |  |
|                | Alain Gérard sortant | RPR (UNM)      | 26 462       | 43,40        | 28 618      | 44,19       |  |
|                | Bernard Poignant élu | PS             | 25 362       | 41,59        | 36 146      | 55,81       |  |
|                | Albert Hénot         | PCF            | 6 571        | 10,78        |             |             |  |
|                | Henri Guillou        | PSU            | 2 577        | 4,23         |             |             |  |
|                |                      |                |              |              |             |             |  |
| Inscrits       | Inscrits             | Inscrits       | 82 569       | 100,00       | 82 562      | 100,00      |  |
| Abstentions    | Abstentions          | Abstentions    | 20 896       | 25,31        | 17 021      | 20,62       |  |
| Votants        | Votants              | Votants        | 61 673       | 74,69        | 65 541      | 79,38       |  |
| Blancs et nuls | Blancs et nuls       | Blancs et nuls | 701          | 1,14         | 777         | 1,19        |  |
| Exprimés       | Exprimés             | Exprimés       | 60 972       | 98,86        | 64 764      | 98,81       |  |

#### Deuxième circonscription (Brest)
| Candidat       | Candidat              | Parti          | Premier tour | Premier tour | Second tour | Second tour |  |
| Candidat       | Candidat              | Parti          | Voix         | %            | Voix        | %           |  |
| -------------- | --------------------- | -------------- | ------------ | ------------ | ----------- | ----------- |  |
|                | Eugène Bérest sortant | UDF (PR)       | 32 955       | 44,90        | 34 666      | 45,17       |  |
|                | Joseph Gourmelon élu  | PS             | 30 684       | 41,81        | 42 088      | 54,83       |  |
|                | Albert Hénot          | PCF            | 6 531        | 8,90         |             |             |  |
|                | Jean Daumer           | UDB            | 2 478        | 3,37         |             |             |  |
|                | Jacques Piro          | LO             | 742          | 1,01         |             |             |  |
|                |                       |                |              |              |             |             |  |
| Inscrits       | Inscrits              | Inscrits       | 108 871      | 100,00       | 108 867     | 100,00      |  |
| Abstentions    | Abstentions           | Abstentions    | 34 967       | 32,12        | 31 536      | 28,97       |  |
| Votants        | Votants               | Votants        | 73 904       | 67,88        | 77 331      | 71,03       |  |
| Blancs et nuls | Blancs et nuls        | Blancs et nuls | 514          | 0,7          | 577         | 0,75        |  |
| Exprimés       | Exprimés              | Exprimés       | 73 390       | 99,3         | 76 754      | 99,25       |  |

#### Troisième circonscription (Landerneau)
|                | Jean-Louis Goasduff sortant réélu | RPR (UNM)      | 37 339 | 60,09  |  |  |  |
|                | Yvette Duval                      | PS             | 19 198 | 30,89  |  |  |  |
|                | Guy Liziar                        | PCF            | 3 551  | 5,71   |  |  |  |
|                | René L'Hostis                     | UDB            | 2 050  | 3,30   |  |  |  |
|                |                                   |                |        |        |  |  |  |
| Inscrits       | Inscrits                          | Inscrits       | 82 729 | 100,00 |  |  |  |
| Abstentions    | Abstentions                       | Abstentions    | 19 898 | 24,05  |  |  |  |
| Votants        | Votants                           | Votants        | 62 831 | 75,95  |  |  |  |
| Blancs et nuls | Blancs et nuls                    | Blancs et nuls | 693    | 1,1    |  |  |  |
| Exprimés       | Exprimés                          | Exprimés       | 62 138 | 98,9   |  |  |  |

#### Quatrième circonscription (Morlaix)
| Candidat       | Candidat                 | Parti          | Premier tour | Premier tour | Second tour | Second tour |  |
| Candidat       | Candidat                 | Parti          | Voix         | %            | Voix        | %           |  |
| -------------- | ------------------------ | -------------- | ------------ | ------------ | ----------- | ----------- |  |
|                | Marie Jacq sortant réélu | PS             | 22 204       | 45,84        | 30 458      | 60,02       |  |
|                | Jean-Claude Rohel        | UDF (PR)       | 19 272       | 39,79        | 20 285      | 39,98       |  |
|                | Alain David              | PCF            | 5 764        | 11,90        |             |             |  |
|                | Michel Marzin            | PSU            | 1 199        | 2,48         |             |             |  |
|                |                          |                |              |              |             |             |  |
| Inscrits       | Inscrits                 | Inscrits       | 63 691       | 100,00       | 63 689      | 100,00      |  |
| Abstentions    | Abstentions              | Abstentions    | 14 820       | 23,27        | 12 476      | 19,59       |  |
| Votants        | Votants                  | Votants        | 48 871       | 76,73        | 51 213      | 80,41       |  |
| Blancs et nuls | Blancs et nuls           | Blancs et nuls | 432          | 0,88         | 470         | 0,92        |  |
| Exprimés       | Exprimés                 | Exprimés       | 48 439       | 99,12        | 50 743      | 99,08       |  |

#### Cinquième circonscription (Landivisiau)
| Candidat       | Candidat                      | Parti          | Premier tour | Premier tour | Second tour | Second tour |  |
| Candidat       | Candidat                      | Parti          | Voix         | %            | Voix        | %           |  |
| -------------- | ----------------------------- | -------------- | ------------ | ------------ | ----------- | ----------- |  |
|                | Charles Miossec sortant réélu | RPR (UNM)      | 22 624       | 45,34        | 31 284      | 62,01       |  |
|                | Marcel L'Aot                  | PS             | 14 451       | 28,96        | 19 166      | 37,99       |  |
|                | Pierre Le Roy                 | UDF (CDS)      | 9 599        | 19,24        | Retrait     | Retrait     |  |
|                | André Le Gac                  | PCF            | 1 836        | 3,68         |             |             |  |
|                | Yvon Abiven                   | UDB            | 1 385        | 2,77         |             |             |  |
|                |                               |                |              |              |             |             |  |
| Inscrits       | Inscrits                      | Inscrits       | 66 064       | 100,00       | 66 059      | 100,00      |  |
| Abstentions    | Abstentions                   | Abstentions    | 15 843       | 23,98        | 15 119      | 22,89       |  |
| Votants        | Votants                       | Votants        | 50 221       | 76,02        | 50 940      | 77,11       |  |
| Blancs et nuls | Blancs et nuls                | Blancs et nuls | 326          | 0,65         | 490         | 0,96        |  |
| Exprimés       | Exprimés                      | Exprimés       | 49 895       | 99,35        | 50 450      | 99,04       |  |

#### Sixième circonscription (Châteaulin)
| Candidat       | Candidat           | Parti          | Premier tour | Premier tour | Second tour | Second tour |  |
| Candidat       | Candidat           | Parti          | Voix         | %            | Voix        | %           |  |
| -------------- | ------------------ | -------------- | ------------ | ------------ | ----------- | ----------- |  |
|                | Jean Crenn sortant | RPR (UNM)      | 22 322       | 47,54        | 24 666      | 48,82       |  |
|                | Jean Beaufort élu  | PS             | 15 130       | 32,22        | 25 861      | 51,18       |  |
|                | Jean-Pierre Jeudy  | PCF            | 8 051        | 17,14        | Retrait     | Retrait     |  |
|                | Fañch Morvannou    | UDB            | 1 453        | 3,09         |             |             |  |
|                |                    |                |              |              |             |             |  |
| Inscrits       | Inscrits           | Inscrits       | 63 249       | 100,00       | 63 241      | 100,00      |  |
| Abstentions    | Abstentions        | Abstentions    | 15 841       | 25,05        | 12 235      | 19,35       |  |
| Votants        | Votants            | Votants        | 47 408       | 74,95        | 51 006      | 80,65       |  |
| Blancs et nuls | Blancs et nuls     | Blancs et nuls | 452          | 0,95         | 479         | 0,94        |  |
| Exprimés       | Exprimés           | Exprimés       | 46 956       | 99,05        | 50 527      | 99,06       |  |

#### Septième circonscription (Douarnenez)
| Candidat       | Candidat             | Parti          | Premier tour | Premier tour | Second tour | Second tour |  |
| Candidat       | Candidat             | Parti          | Voix         | %            | Voix        | %           |  |
| -------------- | -------------------- | -------------- | ------------ | ------------ | ----------- | ----------- |  |
|                | Jean Peuziat élu     | PS             | 15 140       | 35,56        | 25 021      | 54,09       |  |
|                | Guy Guermeur sortant | RPR (UNM)      | 13 168       | 30,93        | 21 239      | 45,91       |  |
|                | Ambroise Guellec     | UDF (CDS)      | 8 641        | 20,29        | Retrait     | Retrait     |  |
|                | Michel Mazéas        | PCF            | 4 320        | 10,14        |             |             |  |
|                | Pascal Boccou        | PSU            | 1 306        | 3,07         |             |             |  |
|                |                      |                |              |              |             |             |  |
| Inscrits       | Inscrits             | Inscrits       | 57 381       | 100,00       | 57 364      | 100,00      |  |
| Abstentions    | Abstentions          | Abstentions    | 14 465       | 25,21        | 10 456      | 18,23       |  |
| Votants        | Votants              | Votants        | 42 916       | 74,79        | 46 908      | 81,77       |  |
| Blancs et nuls | Blancs et nuls       | Blancs et nuls | 341          | 0,79         | 648         | 1,38        |  |
| Exprimés       | Exprimés             | Exprimés       | 42 575       | 99,21        | 46 260      | 98,62       |  |

#### Huitième circonscription (Concarneau - Quimperlé)
|                | Louis Le Pensec sortant réélu | PS             | 29 843 | 56,84  |  |  |  |
|                | Marcel Raoul                  | RPR (UNM)      | 17 059 | 32,49  |  |  |  |
|                | Alain David                   | PCF            | 4 764  | 9,07   |  |  |  |
|                | Michel Marzin                 | UDB            | 840    | 1,59   |  |  |  |
|                |                               |                |        |        |  |  |  |
| Inscrits       | Inscrits                      | Inscrits       | 71 940 | 100,00 |  |  |  |
| Abstentions    | Abstentions                   | Abstentions    | 19 015 | 26,43  |  |  |  |
| Votants        | Votants                       | Votants        | 52 925 | 73,57  |  |  |  |
| Blancs et nuls | Blancs et nuls                | Blancs et nuls | 419    | 0,79   |  |  |  |
| Exprimés       | Exprimés                      | Exprimés       | 52 506 | 99,21  |  |  |  |

## Rappel des résultats départementaux des élections de 1978

### Élus en 1978
| Circ.            | Élu(e) | Élu(e) | Élu(e)              | Élu(e)     | Élu(e)     | Battu(e) (seconde place) | Battu(e) (seconde place) | Battu(e) (seconde place) | Battu(e) (seconde place) | Battu(e) (seconde place) | Battu(e) (troisième place) | Battu(e) (troisième place) | Battu(e) (troisième place) | Battu(e) (troisième place) | Battu(e) (troisième place) |
| Circ.            | Parti  | Parti  | Nom                 | % Exprimés | % Exprimés | Parti                    | Parti                    | Nom                      | % Exprimés               | % Exprimés               | Parti                      | Parti                      | Nom                        | % Exprimés                 | % Exprimés                 |
| Circ.            | Parti  | Parti  | Nom                 | 1er tour   | 2e tour    | Parti                    | Parti                    | Nom                      | 1er tour                 | 2e tour                  | Parti                      | Parti                      | Nom                        | 1er tour                   | 2e tour                    |
| ---------------- | ------ | ------ | ------------------- | ---------- | ---------- | ------------------------ | ------------------------ | ------------------------ | ------------------------ | ------------------------ | -------------------------- | -------------------------- | -------------------------- | -------------------------- | -------------------------- |
| 1re              |        | RPR    | Marc Bécam *        | 51,17      |            |                          | PS                       | Bernard Poignant         | 21,84                    |                          |                            |                            |                            |                            |                            |
| 2e               |        | PR     | Eugène Bérest       | 24,60      | 50,38      |                          | PS                       | Francis Le Blé           | 29,84                    | 49,61                    |                            |                            |                            |                            |                            |
| 3e               |        | RPR    | Jean-Louis Goasduff | 38,65      | 67,12      |                          | PS                       | Roger Abalain            | 18,39                    | 32,88                    |                            |                            |                            |                            |                            |
| 4e               |        | PS     | Marie Jacq          | 27,85      | 50,46      |                          | PR                       | Jean-Claude Rohel *      | 27,40                    | 49,54                    |                            |                            |                            |                            |                            |
| 5e               |        | RPR    | Charles Miossec     | 32,03      | 46,94      |                          | UDF                      | Pierre Le Roy            | 24,40                    | 26,94                    |                            | PS                         | André Cabon                | 18,81                      | 26,12                      |
| 6e               |        | RPR    | Jean Crenn *        | 26,12      | 57,15      |                          | PCF                      | Jean-Pierre Jeudy        | 24,07                    | 42,84                    |                            |                            |                            |                            |                            |
| 7e               |        | RPR    | Guy Guermeur *      | 39,48      | 59,61      |                          | PCF                      | Michel Mazéas            | 21,42                    | 40,39                    |                            |                            |                            |                            |                            |
| 8e               |        | PS     | Louis Le Pensec *   | 43,34      | 57,44      |                          | RPR                      | Job Tanguy               | 38,41                    | 42,56                    |                            |                            |                            |                            |                            |
| * Député sortant |        |        |                     |            |            |                          |                          |                          |                          |                          |                            |                            |                            |                            |                            |

Remarques
2e circonscription : Michel de Bennetot, député sortant RPR, arrive en troisième position et se retire.
3e circonscription : Alphonse Arzel, candidat CDS arrivé deuxième, se retire.
4e circonscription : le RPR Jean Mazéas, troisième au premier tour, retire sa candidature.